# Кореопсис крупноцветковый
Кореопсис крупноцветковый (лат. Coreopsis grandiflora) — вид травянистых растений рода Кореопсис (Coreopsis) семейства Астровые (Asteraceae).

## Ботаническое описание

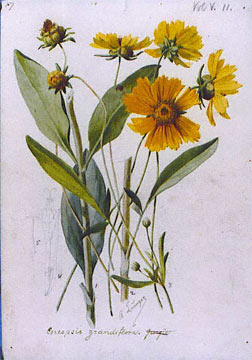
Coreopsis grandiflora. Иллюстрация американского художника Алоиса Лунцера (ок. 1895).

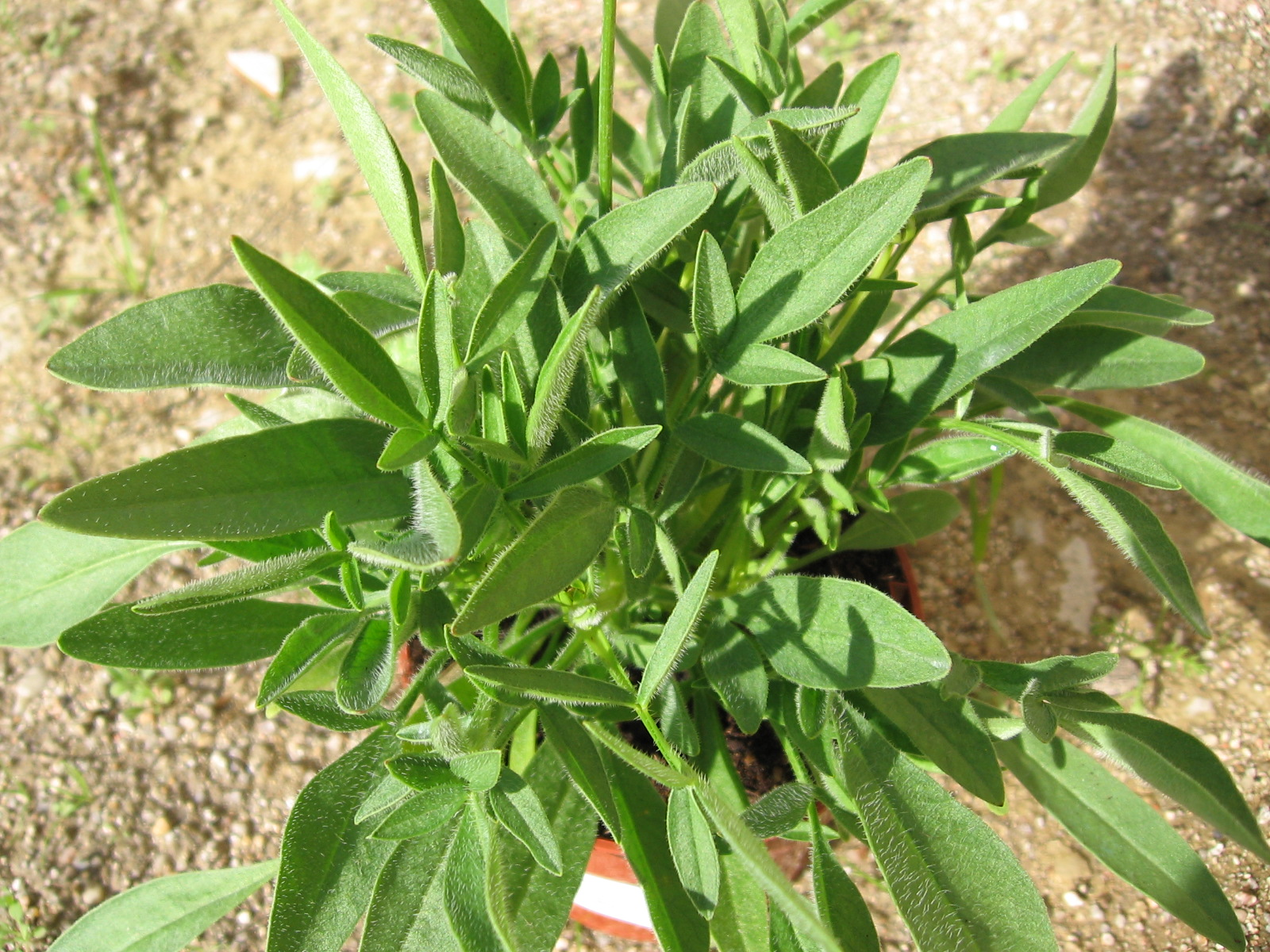
Coreopsis grandiflora, розетка молодого растения.

Кореопсис крупноцветковый — многолетнее травянистое растение высотой от 45 до 60 см, шириной от 45 до 60 см. Листья — ярко-зелёные с 3-5 ланцетными лопастями. Стебель — прямой цветущий.
Цветки — ярко-жёлтого цвета. Цветёт с мая по август, привлекает бабочек.

## Ареал и местообитание
Растение произрастает в Северной Америке: от Онтарио и Квебека (Канада) на севере, в восточной и центральной частях США и до Техаса и Нью-Мексико на юго-западе.

## Культивирование

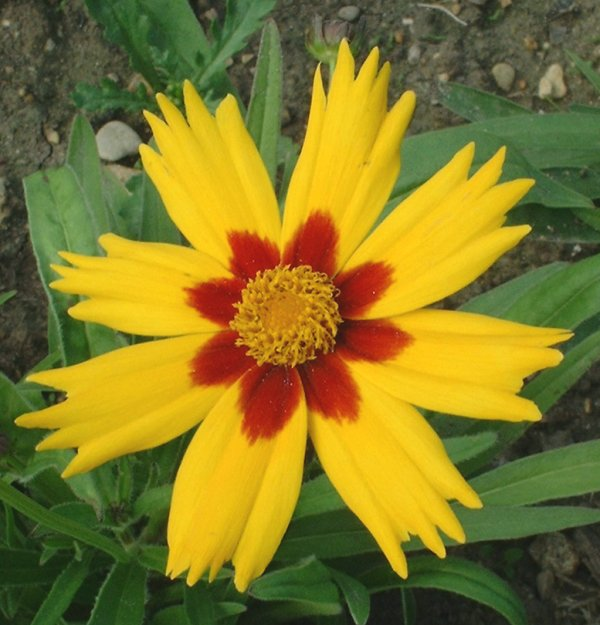
Сорт «Heliot», Сад растений (Париж).

Растёт на сухой или умеренно увлажнённой почве. Способен расти на обеднённой, песчаной и каменистой почве при условии хорошего дренажа. Устойчив к жаре, влажности и засухе, не поедается оленями и кроликами. Можно размножать корневищами, которые разделяют каждые 2-3 года. Используется в оградах и формальных цветниках.

### Сорта
Большинство культурных сортов Coreopsis grandiflora размножаются только вегетативным способом. Только сорт Ранний рассвет (Early Sunrise) генетически модифицирован и размножается семенами.
- Сорт «Ранний рассвет» (англ. Early Sunrise) — компактный сорт, с единственным ромашкообразным полудвойным цветком, 5 см в диаметре с жёлтыми лепестками и тёмно-жёлтым центральным диском. Стебель — тонкий, высотой около 45 см. Сорт получил Всеамериканский приз 1989 года.